# Doctor Bridget
Doctor Bridget è un cortometraggio muto del 1912 diretto da Frederick A. Thomson.

## Produzione
Il film fu prodotto dalla Vitagraph Company of America.

## Distribuzione
Distribuito dalla General Film Company, il film - un cortometraggio in una bobina - uscì nelle sale cinematografiche statunitensi il 10 dicembre 1912. Nel Regno Unito, venne distribuito il 27 marzo 1913.